# Chrysosoma pseudorepertum
Chrysosoma pseudorepertum är en tvåvingeart som beskrevs av Grichanov 1998. Chrysosoma pseudorepertum ingår i släktet Chrysosoma och familjen styltflugor. Inga underarter finns listade i Catalogue of Life.